# العلاقات الغرينادية المنغولية
العلاقات الغرينادية المنغولية هي العلاقات الثنائية التي تجمع بين غرينادا ومنغوليا.

## مقارنة بين البلدين
هذه مقارنة عامة ومرجعية للدولتين:
| وجه المقارنة                                              | غرينادا                                         | منغوليا         |
| --------------------------------------------------------- | ----------------------------------------------- | --------------- |
| المساحة (كم2)                                             | 348                                             | 1.57 مليون      |
| عدد السكان (نسمة)                                         | 107.83 ألف                                      | 3.08 مليون      |
| الكثافة السكانية (ن./كم²)                                 | 30.99 ألف                                       | 1.96            |
| العاصمة                                                   | سانت جورجز                                      | أولان باتور     |
| اللغة الرسمية                                             | لغة إنجليزية، لغة غرينادا الكريولية الإنجليزية ‏ | اللغة المنغولية |
| العملة                                                    | دولار شرق الكاريبي                              | توغروغ منغولي   |
| الناتج المحلي الإجمالي (بليون دولار)                      | 1.12 مليار                                      | 11.49 مليار     |
| الناتج المحلي الإجمالي (تعادل القوة الشرائية) بليون دولار | 1.45 مليار                                      | 36.16 مليار     |
| الناتج المحلي الإجمالي الاسمي للفرد دولار أمريكي          | 9.21 ألف                                        | 3.97 ألف        |
| الناتج المحلي الإجمالي للفرد دولار أمريكي                 | 12.43 ألف                                       | 11.95 ألف       |
| مؤشر التنمية البشرية                                      | 0.750                                           | 0.727           |
| رمز المكالمات الدولي                                      | +1473                                           | +976            |
| رمز الإنترنت                                              | .gd                                             | .mn             |
| المنطقة الزمنية                                           | 00                                              | ت ع م+08:00     |

## منظمات دولية مشتركة
يشترك البلدان في عضوية مجموعة من المنظمات الدولية، منها:
| علم المنظمة | اسم المنظمة                               | تاريخ انضمام غرينادا | تاريخ انضمام منغوليا |
| ----------- | ----------------------------------------- | -------------------- | -------------------- |
|             | الاتحاد البريدي العالمي                   | ?                    | ?                    |
|             | يونسكو                                    | 17 فبراير 1975       | 1 نوفمبر 1962        |
|             | البنك الدولي للإنشاء والتعمير             | 27 أغسطس 1975        | 14 فبراير 1991       |
|             | منظمة التجارة العالمية                    | ?                    | ?                    |
|             | وكالة ضمان الاستثمار متعدد الأطراف        | 12 أبريل 1988        | 21 يناير 1999        |
|             | الاتحاد الدولي للاتصالات                  | 17 نوفمبر 1981       | 27 أغسطس 1964        |
|             | منظمة الشرطة الجنائية الدولية             | ?                    | ?                    |
|             | مؤسسة التمويل الدولية                     | 28 أغسطس 1975        | 14 فبراير 1991       |
|             | الأمم المتحدة                             | 17 سبتمبر 1974       | 27 أكتوبر 1961       |
|             | مؤسسة التنمية الدولية                     | 28 أغسطس 1975        | 14 فبراير 1991       |
|             | منظمة حظر الأسلحة الكيميائية              | ?                    | ?                    |
|             | المركز الدولي لتسوية المنازعات الاستشارية | 23 يونيو 1991        | 14 يوليو 1991        |

## وصلات خارجية
- موقع وزارة الخارجية المنغولية